# Hemiacetal

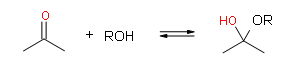
Formació de l'io Hemiacetal

En bioquímica de carbohidrats, un hemiacetal és una molècula que conté un grup-OH i un residu-OR units a un mateix àtom de carboni. Es forma per reacció d'una cetona o aldehid amb un alcohol.

## Nomenclatura
D'acord amb la definició IUPAC, en R¹R²C(OH)OR, R¹ i R² poden o no ser un hidrogen. En un hemicetal, cap dels grups R poden ser un hidrogen. Els hemicetals es consideren hemiacetals on cap dels grups R és H i, per tant, són una subclasse dels hemiacetals.
El prefix grec hèmi significa meitat, referit al fet que un simple alcohol ha estat afegit al grup carbonil, en contrast amb els acetals o als cetals, els quals són formats quan un segon grup alcoxi ha estat afegit a l'estructura.
Els hemicetals i hemicetals cíclics a vegades s'anomenen lactols. Sovint es formen fàcilment, sobretot quan són anells de 5 i 6 carbonis. En aquest cas un OH intramolecular reacciona amb un grup carbonil. La glucosa i altres aldoses existeixen com hemiacetals cíclics mentre la fructosa i altres cetoses existeixen com hemicetals cíclics.
La ciclació té lloc com a resultat de la interacció entre grups funcionals en carbonis distants, com C-1 i C-5, que és on pren lloc la formació d'hemiacetals, en aquest cas cíclics.

## Formació
|                        |
| Formació d'hemiacetals |
|                        |
|                        |
| Formació d'hemicetals  |

### Hemiacetals en la natura
Es podria dir que els hemiacetals més habituals són els sucres, per exemple la glucosa. La possibilitat de formar un anell de sis membres sense tensions i l'electrofília d'un aldehid es combinen per afavorir fortament la forma acetal.
| |  |
| A l'esquerra, glucosa (6C), hemiacetal cíclic. A la dreta fructosa (6C), hemicetal cíclic. Disposició en anell "hexagonal", (D-Fructopiranosa) |  |